# Rubén Maldonado
Rubén Dario Maldonado Brizuela (Asunción, 29 aprile 1979) è un ex calciatore paraguaiano, di ruolo difensore.

## Carriera

### Club
Cresciuto nelle giovanili del Fútbol Club Olimpia di Asunción, la più antica squadra di calcio del Paraguay, Maldonado esordisce in prima squadra nel 1997. Rimane all'Olimpia fino al 2000, per poi trasferirsi nel campionato di calcio italiano tra le file del Venezia.
Milita in laguna per cinque stagioni, con una parentesi nel 2002 nel Cosenza di Luigi De Rosa, con cui conquista la permanenza in Serie B. Nel 2004 si rende protagonista di un episodio saliente nella partita Messina-Venezia; proprio negli ultimi minuti della partita stessa, i messinesi, che avevano da poco pareggiato con i veneti per 1-1, riescono ribaltare il risultato e vincere con il punteggio di 2-1 grazie a un calcio di rigore che Maldonado ritiene ingiusto, motivo per cui protesta con l'arbitro Luca Palanca, il quale non è d'accordo e lo espelle, ma ciò fa arrabbiare ancora di più il paraguaiano, che si scaglia contro lo stesso Palanca colpendolo ripetutamente con schiaffi, calci e pestoni; tale gesto lo porta a ricevere una squalifica della durata di un anno.
Diviene suo malgrado famoso al pubblico sportivo italiano in quanto protagonista involontario dello scandalo sulla partita normalizzata tra Genoa e Venezia dell'11 giugno 2005, che porta il Genoa, al quale i risultati sul campo avrebbero consentito la promozione dalla Serie B alla Serie A, ad essere invece retrocesso d'ufficio in Serie C1 con 3 punti di penalizzazione. In particolare le dirigenze delle due società giustificano il pagamento di una somma di denaro sequestrata, che era contenuta in una busta intestata alla società ligure e che gli inquirenti ritengono essere stata usata per truccare la partita, descrivendolo come un anticipo dei soldi per la vendita del cartellino di Maldonado.
Nello stesso anno firma un contratto con il Napoli, con cui ottiene la doppia promozione consecutiva dalla Serie C1 alla Serie A. Nell'ultimo giorno del mercato invernale della stagione 2007-2008 si trasferisce in prestito al Chievo, in Serie B, conquistando un'altra promozione in massima serie.
L'11 agosto 2008 viene ceduto agli argentini del Gimnasia La Plata, dove gioca per due anni collezionando 67 presenze e 4 reti. Il 4 giugno 2010 torna all'Olimpia.

### Nazionale
Con la Nazionale di calcio paraguaiana partecipò al campionato sudamericano Under-17 nel 1995, al campionato sudamericano e al mondiale Under-20 nel 1999 e al preolimpico Under-23 nel 2000.
Il debutto nella Nazionale maggiore avvenne nel 1999. Ha giocato complessivamente 12 partite con la selezione paraguaiana, l'ultima di queste nel 2007 in amichevole contro la Colombia.

## Statistiche

### Cronologia presenze e reti in nazionale
| Cronologia completa delle presenze e delle reti in nazionale ― Paraguay | Cronologia completa delle presenze e delle reti in nazionale ― Paraguay | Cronologia completa delle presenze e delle reti in nazionale ― Paraguay | Cronologia completa delle presenze e delle reti in nazionale ― Paraguay | Cronologia completa delle presenze e delle reti in nazionale ― Paraguay | Cronologia completa delle presenze e delle reti in nazionale ― Paraguay | Cronologia completa delle presenze e delle reti in nazionale ― Paraguay | Cronologia completa delle presenze e delle reti in nazionale ― Paraguay |
| Data                                                                    | Città                                                                   | In casa                                                                 | Risultato                                                               | Ospiti                                                                  | Competizione                                                            | Reti                                                                    | Note                                                                    |
| ----------------------------------------------------------------------- | ----------------------------------------------------------------------- | ----------------------------------------------------------------------- | ----------------------------------------------------------------------- | ----------------------------------------------------------------------- | ----------------------------------------------------------------------- | ----------------------------------------------------------------------- | ----------------------------------------------------------------------- |
| 28-4-1999                                                               | Pedro Juan Caballero                                                    | Paraguay                                                                | 2 – 1                                                                   | Messico                                                                 | Amichevole                                                              | -                                                                       |                                                                         |
| 15-10-1999                                                              | Città del Guatemala                                                     | Guatemala                                                               | 0 – 0                                                                   | Paraguay                                                                | Amichevole                                                              | -                                                                       |                                                                         |
| 24-1-2001                                                               | Hong Kong                                                               | Hong Kong League XI                                                     | 0 – 0 dts (9 – 8 dtr)                                                   | Paraguay                                                                | Lunar New Year Cup 2001 - Semifinale                                    | -                                                                       |                                                                         |
| 27-1-2001                                                               | Hong Kong                                                               | Corea del Sud                                                           | 1 – 1 dts (6 – 5 dtr)                                                   | Paraguay                                                                | Lunar New Year Cup 2001 - Finale 3º posto                               | -                                                                       |                                                                         |
| 26-3-2003                                                               | San Diego                                                               | Messico                                                                 | 1 – 1                                                                   | Paraguay                                                                | Amichevole                                                              | -                                                                       | 81’                                                                     |
| 29-3-2003                                                               | Alajuela                                                                | Costa Rica                                                              | 2 – 1                                                                   | Paraguay                                                                | Amichevole                                                              | -                                                                       |                                                                         |
| 30-4-2003                                                               | Lima                                                                    | Perù                                                                    | 0 – 1                                                                   | Paraguay                                                                | Amichevole                                                              | -                                                                       | 46’                                                                     |
| 11-6-2003                                                               | Saitama                                                                 | Giappone                                                                | 0 – 0                                                                   | Paraguay                                                                | Amichevole                                                              | -                                                                       |                                                                         |
| 2-7-2003                                                                | San Francisco                                                           | Paraguay                                                                | 1 – 0                                                                   | El Salvador                                                             | Amichevole                                                              | -                                                                       |                                                                         |
| 6-7-2003                                                                | Columbus                                                                | Stati Uniti                                                             | 2 – 0                                                                   | Paraguay                                                                | Amichevole                                                              | -                                                                       |                                                                         |
| 9-7-2003                                                                | Kingston                                                                | Giamaica                                                                | 2 – 0                                                                   | Paraguay                                                                | Amichevole                                                              | -                                                                       | 15’                                                                     |
| 28-3-2007                                                               | Bogotà                                                                  | Colombia                                                                | 2 – 0                                                                   | Paraguay                                                                | Amichevole                                                              | -                                                                       |                                                                         |
| 12-9-2007                                                               | Bogotà                                                                  | Colombia                                                                | 1 – 0                                                                   | Paraguay                                                                | Amichevole                                                              | -                                                                       | 82’                                                                     |
| Totale                                                                  |                                                                         | Presenze                                                                | 13                                                                      |                                                                         | Reti                                                                    | 0                                                                       |                                                                         |

## Palmarès

### Club

#### Competizioni nazionali
- Campionato italiano di Serie B: 2

Napoli: 2006-2007
Chievo Verona: 2007-2008
- Campionato italiano Serie C1: 1

Napoli: 2005-2006